# Idaea marginata
Idaea marginata là một loài bướm đêm trong họ Geometridae.